# 人工生命
人工生命（）は、人間によって設計、作製された生命。生化学やコンピュータ上のモデルやロボットを使って、生命をシミュレーションすることで、生命に関するシステム（生命プロセスと進化）を研究する分野である。「人工生命」は1986年にアメリカの理論的生物学者、クリストファー・ラングトンによって命名された。人工生命は生物学的現象を「再現」しようと試みる点で生物学を補うものである。また、人工生命（Artificial Life）を ALife と呼ぶことがある。手段によってそれぞれ、「ソフトALife」（コンピュータ上のソフトウェア）、「ハードALife」（ロボット）、「ウェットALife」（生化学）と呼ばれる。

## 概要
一般には生命とはすなわち、(生物)分類学的な生物の生命のことであるが（近代以前の分類学である博物学の最上位の分類は生物と無生物（鉱物）という分類であった）、ここでは生命を持つ生物のような振る舞いをする、人工物なども全て含むものと「生命」を定義する。
ルーツの一つには、「生命とは何か」という哲学的な命題がある。「わからなければ作ってみよう」という発想のルーツの一つでもある。研究対象は大まかに、コンピュータ上に形成されるソフトウェア、既存の細胞機構に類似した機構を採用したウェットウェア、機械類で形成されたハードウェアの存在様式が想定されている。
個体生命が集合して、初めて生命として機能するという生態系的なアプローチも多く、その一方では細胞レベルの単細胞生物の集合体である個体を創造するアプローチも存在している。
これらアプローチは、既存の生命機構を抽象化した上で、何らかの人工物にその行動様式や機能を模倣させて、その振る舞いを研究したり、単純な機能セットを構築した上で組み合わせて個体として機能しうるか？というものであるが、さらにはそれら「個体」を集団として、生態系を構築する試みもなされている。

## ソフトウェア
人工生命の研究では、ソフトウェアエージェントの進化や人工環境におけるシミュレートされた生命形態の増殖を研究する。その目的は生命の進化に見られる現象を制御された環境下で研究することであり、細菌やネズミを使っていては限界がある進化の研究をより自由に進めることにある。生体や環境のシミュレーションにより、かつては異端とされた実験や不可能とされた実験も可能となる（ラマルクの進化論と自然選択説の実験による比較など）。
また、経済学や社会学に関するエージェントについても、創発的特性に基づくものを総称して「人工生命」と呼ぶことがある。これら「人工生命」の共通点は、個体群による繰り返しの考え方である。つまり、エージェントが世代を重ね、突然変異などによって時と共により良く適合するようになっていく。
ライフゲームが良く知られているが、さらには突然変異による進化説的なアプローチから、他の生命から生まれた生命が他の生命を捕食したり依存して繁栄するかどうかを観察できるソフトウェアも存在する。進化学者のトム・レイは、Tierraという遺伝子の突然変異をシミュレートしたソフトを開発し、人工生命研究の先駆けとなった。
個体の一生は、わずか数秒から数分といった過酷な進化過程を経て、種族として生き延びるものや、強靭（きょうじん）で長命な個体の誕生まで、様々な淘汰による変化で多彩な生物層を形成する場合がある。
観察者が介入して、インタラクティブに人為選択による進化を促進させるソフトウェアも多い。
ガイア仮説をゲーム化したシムアース等は有名である。

### 哲学
現状の「生命」の一般的定義から言えば、ソフトウェアによる人工生命は「生きている」とは言えない。しかし、人工生命の可能性について別の意見もある:
- 「強い人工生命（Strong ALife）」の立場からジョン・フォン・ノイマンは「生命とは、あらゆる媒体から独立して抽出できるプロセスである」としている。トム・レイは、Tierraが生命をコンピュータ上でシミュレートしているのではなく、合成していると主張した。
- 「弱い人工生命（Weak ALife）」の立場では、生命プロセスを化学物質から分離できないと考える。この立場の研究者は、生命現象の潜在的な機構を理解するために生命プロセスを真似しようとする。すなわち「我々は本質的にはなぜこの現象が発生するか知らないが、それを単純化すれば…」といった立場である。

### 技術
- セル・オートマトンは、スケーラビリティと並列化が容易であることから、人工生命研究でよく活用されてきた。人工生命とセル・オートマトンは歴史的にも密接な関係にある。
- ニューラルネットワークは、人工生命の脳のモデルとして活用されることがある。それ以外の人工知能的技法もよく使われるが、生体の「学習」による個体群動的システム理論のシミュレーションにはニューラルネットワークが重要である。学習と進化の共存は生命体の本能の成り立ちの基本とされている（ボールドウィン効果）。

### 関連する主題

#### 人工知能
一般に人工知能はトップダウン手法を用いるが、人工生命（ソフトウェア）ではボトムアップ手法を用いる。

#### 人工化学
人工化学（Artificial Chemistry）とは、人工生命（ソフトウェア）のコミュニティで化学反応プロセスを抽象化する手法として生まれた分野である。

#### 最適化問題での進化的アルゴリズム
人工生命（ソフトウェア）の技法を応用した最適化アルゴリズムが各種開発されてきた。人工生命とこれら最適化アルゴリズムの違いは、その進化的特性が生存とか死を避けるとか食物を探すといった方面ではなく、解を求める可能性を高める方向に向けられている点である。
- 蟻コロニー最適化
- 進化的アルゴリズム
- 遺伝的アルゴリズム
- シミュレーティド・エボリューション
- 遺伝的プログラミング
- 群知能

#### 進化的アート
進化的アート（Evolutionary art）は、人工生命の技法や手法を応用して新たなアートの形態を作ったものである。同様に、音楽に類似の手法を応用した Evolutionary music もある。

### 主な人工生命シミュレータ
- プログラムベース
  - Tierra
  - Avida
  - Breve
  - Darwinbots
  - Nanopond
  - Evolve 4.0
- モジュールベース
  - Spore
  - TechnoSphere
- パラメータベース
  - Ventrella.com
  - Kyresoo Plants
- ニューラルネットワークベース
  - Polyworld

## ハードウェア

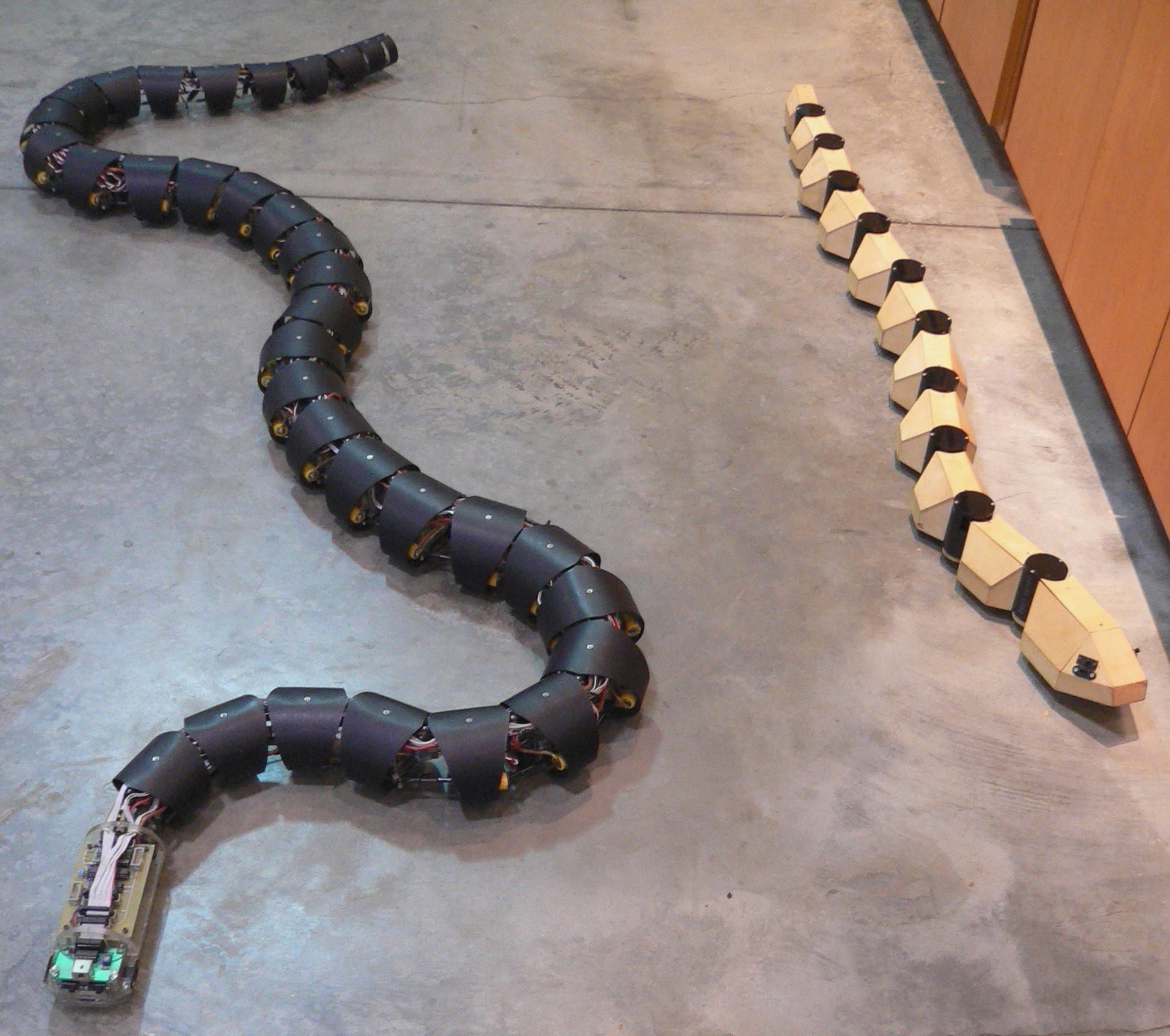
蛇型ロボット

古くはコンフリクトの解消に他の介在を求めるウォルターの亀（1950年代）にも、その片鱗（へんりん）を見ることができるが、玩具化され市販されたものではメカニマルもある。メカニマルは単純に動物の動作を模倣したもので、知覚・思考能力は皆無だが、生物の工学的アプローチによる行動要式の解析は、その後多くの生物学者が注目しており、娯楽産業界はハリウッド等でも、特殊効果技術の一端として、「本物ソックリの動作をする機械」の研究が進んでいる。
その一方で、多関節機械に単純な目的意識を与えて、肉体に当たる機械部分を自由に制御させ、その結果を元に自己学習を行い、運動機能を改善させようという試みもある。学習開始直後は満足に進むことも出来ない存在が、学習を繰り返すうちに、バタフライ泳法のようなダイナミックな移動方法を習得した事例もある。

## ウェットウェア
現在の生物学では脳や内臓・消化器官並びに生殖器を持つような多細胞生物を生み出すことは実現していないが、外部からのエネルギーを得て、自分の構成要素を環境から取り入れ、自己複製的に分裂するものの研究が進んでいる。将来的にはナノマシン技術の1つとして、特定の機能を持たせた人工単細胞生物による医療分野における活躍が期待されているほか、特定の物質を分解ないし無毒化する機能を持つ人工微生物による環境保全や、所定の分子構造を持つ生産物（燃料用アルコールから医薬品まで様々）をもたらすことも期待されている。
2003年の段階で塩基配列より人工ウイルスを約2週間で合成することに成功している。ただしウイルスは他の生物細胞内に侵入して自身の複製を行わせないと増殖できないため、生命の範疇に含めるかどうかには議論の余地がある。これは米代替バイオエネルギー研究所が1200万ドルの予算で2002年から行っている研究の一端で、5386塩基対を持つものであった。
2010年、アメリカのクレイグ・ヴェンター博士のチームはmycoplasmaのゲノムを表すほぼ完全なDNAを、酵母の中で合成し、本来のDNAを除去された近縁種の細菌の細胞に、合成したDNAを移植する手法で、自立的に増殖する人工細菌を作成することに成功している（この手法では、分裂の前段階で天然由来の細菌の細胞に頼ってはいるが、2回目の細胞分裂以降の細菌は人工的に合成された生物であると解釈している）。

## オープンプロブレム
生命は非生命からどのようにして生まれるか？
- 試験管で分子原生生物を作る。
- シリコン内での人工化学における生命への移行を達成する。
- 本質的に新しい生命システムが存在しえるかを決定する。
- 単細胞生物をライフサイクルをシミュレートする。
- 生きているシステムの物理的なダイナミクスからルールやシンボルが生成されるメカニズムを説明する

生きているシステムの可能性と限界は何か？
- オープンエンドな進化において必然的なことを決める
- 特異的な応答システムから一般的なシステムへ進化するための最小条件を決定する。
- 全てのスケールで力学的階層を作るフレームワークを作る。
- 生物や生態系を操作することによる進化の結果の予測可能性を決定する。
- 進化するシステムの情報処理、情報流、情報生成の理論を開発する。

人生は心、機械、文化にどのように関係しているか？
- 人工生命システムにおける知性と心の創発を実証する。
- 機械が及ぼす生命の大きな変化への影響を評価する。
- 文化的進化と生物学的進化の相互作用を記述する量的モデルを提供する
- 人工生命の倫理原則を確立する。

## 批判
ソフトウェアによる人工生命は多くの批判にさらされてきた。しかし、サイエンスやネイチャーなどの学術誌に最近掲載される人工生命に関する論文に示されるように、徐々に学界の主流にも人工生命技術が受け入れられつつあり、特に進化の研究でその傾向が強い。
一般に人工生命の研究は計算機科学の分野で盛んであり、生物学者が人工生命を研究するということはほとんどない。計算機科学の中でも人工生命の研究に懐疑的な立場もある。

### バイオテクノロジーに対する懸念
人工ウイルスに関して問題が指摘されている。韓国より報告のあったブタの遺伝情報のサンプルから、十数年前に開発された人工ウイルスの遺伝情報が検出されたとされている（→）。ウイルスは感染の過程で宿主の遺伝情報に自身の遺伝情報を書き込むため、もし人工ウイルスが環境中に流出した場合、どんな生物に感染しうるのかや、どんな影響があるのかが予測することができない。
またバイオテクノロジー的な技術によって改変された生物（LMO：Living Modified Organism）の漏出に関しては生物の多様性に関する条約に含まれる「生物の多様性に関する条約のバイオセーフティに関するカルタヘナ議定書（通称：カルタヘナ議定書）」において監視対象として制限されているが、生命そのものを製作した場合に於いても、同様の監視と漏出防止のための努力が求められている。
さらに人工微生物もナノマシン同様に、グレイ・グーの可能性が指摘されている。特に単なる機械装置とは違って、人工生命が環境中にある素材から自己複製が可能な場合、あらかじめ無限増殖を予防する措置も必要と考えられている。